# Tino Ndongo
Tino Ndongo (1997) è un giocatore di football americano finlandese che gioca come wide receiver per i Kuopio Steelers.
In precedenza ha giocato anche per i Berlin Thunder e per i Berlin Adler.

## Palmarès
- 2 Vaahteramalja (Kuopio Steelers: 2020, 2022)